# General Electric CF6
| General Electric CF6     |          |
| Basisdaten (CF6-80E1-A3) |          |
| Gesamtlänge              | –        |
| Durchmesser              | 2.899 mm |
| Fandurchmesser           | 2.443 mm |
| Masse                    | 5.092 kg |
| Länge                    | 4.278 mm |
| Technische Daten         |          |
| Bypass-Verhältnis        | 5,1 : 1  |
| Gesamtdruckverhältnis    | 35 : 1   |
| Luftdurchsatz            | 880 kg/s |
| Leistungsgewicht         | 6,4      |
| Schubkraft               | 305 kN   |
| Triebwerkssektion        | Stufen   |
| Fan                      | 1        |
| Niederdruckverdichter    | 4        |
| Hochdruckverdichter      | 14       |
| Hochdruckturbine         | 2        |
| Niederdruckturbine       | 5        |

Bei der Baureihe General Electric CF6 handelt es sich um ein weit verbreitetes Strahltriebwerk der mittleren Schubklasse des US-amerikanischen Herstellers General Electric. Das Ursprungsmodell TF39 war das erste Turbofan-Triebwerk mit hohem Nebenstromverhältnis.
Es ist das erste zivile Triebwerk, an dessen Entwicklung die heutige MTU Aero Engines beteiligt war.

## Geschichte

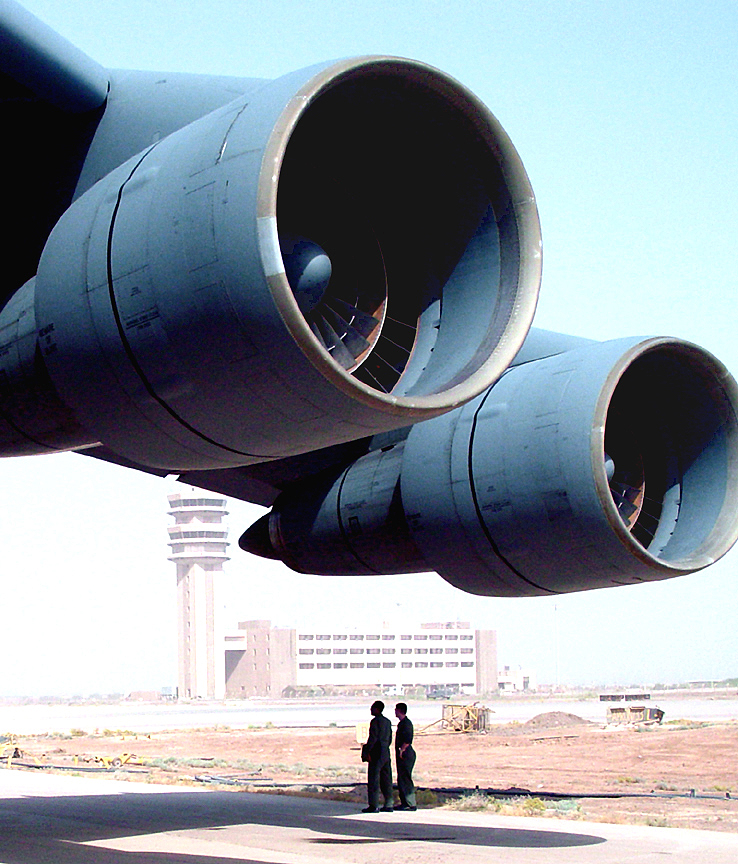
Das Ausgangsmodell TF39 der Lockheed C-5 Galaxy

Das CF6 basiert auf dem militärischen Modell TF39. Hierbei handelt es sich um das erste Triebwerksdesign von General Electric, das ein hohes Nebenstromverhältnis von bis zu 8:1 ermöglichte und damit den Treibstoffverbrauch gegenüber älteren Modellen deutlich reduzierte.
Letztlich wurden von dem TF39 in den Versionen TF39-1 und -1A zwischen 1968 und 1971 insgesamt 463 Stück produziert und zum Betreiben der C-5A-Flotte ausgeliefert.
Das neu zu konstruierende Triebwerk sollte mit der neuen Flugzeuggeneration der Großraumflugzeuge verwendet werden, die hochfrequent Mittelstreckenrouten bedienen sollten. Die dafür zunächst in Betracht kommenden Muster waren die McDonnell Douglas DC-10 und die Lockheed L-1011. Für die Bestückung dieser Modelle bewarben sich auch die Konkurrenten von General Electric (GE), Rolls-Royce und Pratt & Whitney mit ihren jeweiligen Triebwerkskonstruktionen. Die beiden Hauptbetreiber der DC-10 (Serie 10) in den USA, United Airlines und American Airlines, entschieden sich nach Tests im Frühjahr 1968 für das Modell CF6-6 von GE, das damals etwa 190 kN Schub leistete.
Das zweite Modell, die Lockheed L-1011 wurde dagegen an Rolls-Royce vergeben, die dieses Flugzeug mit ihren RB211 ausstatteten. Der Markt war damit entzweit. Die Lockheeds wurden während ihrer gesamten Zeit im Dienst ausschließlich mit RB211 bestückt; für zukünftige Flugzeugmuster entbrannte ein Verteilungskampf zwischen dem CF6 und dem RB211, der im Grunde bis heute anhält.
Die zu bewältigenden Routen wurden länger und damit die Flugzeuge schwerer, daher wurden gleichsam sowohl stärkere als auch treibstoffeffizientere Triebwerke gebraucht. Dies führte 1969 zur Entwicklung der Version CF6-50, die mit einem Schubbereich von 205 bis 240 kN angeboten werden konnte und an der „Serie 30“ getauften Langstreckenversion der DC-10 Verwendung fand.
Ein neuer Schauplatz des Wettbewerbs um die Erstbestückung wurde die Ausschreibung um das Modell eines völlig neuen Herstellers: Die Firma Airbus, ein paneuropäisches Konsortium, entwickelte ihr erstes Flugzeug, den Airbus A300. Die aktuelle CF6-50-Version gewann die Ausschreibung des Erstkunden Air France, und GE durfte 1971 den Prototyp der A300 sowie die sechs folgenden Modelle für Air France bestücken. Mit dieser Entscheidung öffnete sich für das CF6 ein sehr großer Markt. Rolls-Royce hatte durch den Ausstieg der Britischen Regierung aus dem Airbusprojekt (sie stieg erst 1979 wieder ein) mit der A300 kein Glück, und so wurde der neu entstehende Markt, der ab 1982 auch die A310 umfasste, zwischen dem CF6-80C2A (214–222 kN) und den Modellen von Pratt & Whitney aufgeteilt.
Eine ursprünglich unglückliche Entscheidung von GE, sich an der Ausschreibung der Boeing 747 nicht zu beteiligen, ließ sich durch eine geschickte Strategie später kompensieren. Über eine Ausschreibung der US Air Force für ein neues luftgestütztes Führungssystem, der auf der B747 beruhenden Boeing E-4, fand das CF6 1973 den Zugang zu Boeings Topmodell. Der zunehmende Kostendruck durch steigende Ölpreise (Ölkrise 1973) zwang viele Fluggesellschaften, auf mehr Interoperabilität zu achten. Diejenigen Fluggesellschaften, die DC-10 und A300 in ihrer Flotte betrieben, waren nun in der Lage, auch ihre B747 mit CF6-Triebwerken zu bestellen und konnten damit Kosten bei der Wartung sparen.
In Konkurrenz zu den neuen Airbus-Modellen entwickelte Boeing das Modell 767 für Mittelstrecken mit hohem Passagieraufkommen. GE reagierte und konstruierte das CF6-80C2B1, das auch von Anfang an für die B767 bestellbar war. Bei diesem Flugzeugmuster trafen alle drei großen Hersteller aufeinander, jeder konnte sich hier einen Marktanteil sichern. Die Boeing 767 fliegt neben dem CF6-80C2B1 auch mit dem RB211-524 von Rolls-Royce und dem PW4062 von Pratt & Whitney. Das Gleiche galt auch für die B747-400, die ebenfalls mit den drei zuvor genannten Triebwerkstypen bestellbar war. Zudem hat GE diverse Versionen des CF6-80C2 auf den Markt gebracht, wie zum Beispiel das CF6-80C2B7F, wobei das „F“ in der Nomenklatur für FADEC steht.
Das CF6 wurde ständig weiterentwickelt, was sich auch an einer fast unüberschaubaren Anzahl an Unterversionen festmachen lässt (etwa CF6-80E1A4). Die neueste Ausführung wurde für den Airbus A330 zertifiziert, der für Air France seit 2002 im Dienst ist. Als Nachfolgemodell für das CF6 entwickelte General Electric seit 2004 das GEnx das zuerst an der Boeing 747-8 in Dienst ging.
Die CF6-Baureihe ist bis heute ein großer Erfolg. Das Triebwerk steht seit 1969 im Dienst, wurde an über 200 Kunden mit mehr als 2400 Verkehrsflugzeugen verkauft und hat bis heute mehr Flugstunden absolviert als jedes andere Triebwerk eines Großraumflugzeugs.

## Konkurrenzmodelle
Das CF6 teilt sich den Markt im Wesentlichen mit zwei Konkurrenten. Das Rolls-Royce RB211 ist ähnlich erfolgreich wie das CF6. Es findet konkurrierend Verwendung an Boeing 767-300 und 747-400. Vor allem aber die seit 2005 nicht mehr produzierte Boeing 757 wurde für das Rolls-Royce RB211-535 ein großer Erfolg. Derzeit fliegen etwa 600 Muster dieses Typs mit den genannten Rolls-Royce-Triebwerken, die zudem als ausgesprochen zuverlässig gelten. Bei neueren Flugzeugmustern, wie etwa dem Airbus A330 ist Rolls-Royce derzeit und zukünftig mit den Modellen der Baureihe Trent 700 ein Konkurrent zum CF6.
Der zweite Mitbewerber ist Pratt & Whitney, die zunächst ihr Pratt & Whitney JT9D in Konkurrenz zum CF6 anboten, so zum Beispiel für die ersten Modelle der A310. Später entwickelte dieser Hersteller die PW4000-Baureihe. Sie wurde ähnlich ausgiebig weiterentwickelt wie die CF6-Baureihe von GE. So verfügt sie heute über einen ähnlich breiten Einsatzbereich, der die Typen A300-600, A310-300, A330, B747-400, B767-200, B767-300ER, B777 und die MD-11 umfasst.

## Ausführungen
- CF6-6: ca. 191 kN
- CF6-50: 205–240 kN (Langstreckenversion für A300, DC10 und B747)
- CF6-80: 214–310 kN (Komplett überarbeitete Version)
- CF6-80A: 214–222 kN
- CF6-80C2: 234–282 kN (größerer Fan-Durchmesser, verbesserter Kompressor, sowie optimierter Hochdruck-Turbine)
- CF6-80E1: 293–310 kN (nochmals vergrößerter Fan, höhere Kompression)

### Häufige Flugzeugmuster
- McDonnell Douglas DC-10 (CF6-6 oder CF6-50)
- McDonnell Douglas MD-11 (CF6-80C2D1F)

- Airbus A300 (CF6-50; frühe Modelle)
  - Airbus A300-600 (CF6-80C2)
  - Airbus A300-600 ST (CF6-80C2A8; Beluga)
- Airbus A310 (CF6-80C2)
  - Airbus A310-304 (CF6-80C2A2)
  - Airbus A310-308 (CF6-80C2A8)
- Airbus A330-200 (CF6-80E1)
  - Airbus A330-300 (CF6-80E1, CF6-80E1A4B)

- Boeing 767 (CF6-80A; frühe Modelle)
  - Boeing 767-200 (CF6-80C2B4F)
  - Boeing 767-300 (CF6-80C2B4F)
  - Boeing 767-400ER (CF6-80C2B8F)
- Boeing 747 (CF6-45A2, CF6-50E2; frühe Modelle)
  - Boeing 747-300 (CF6-80C2B1)
  - Boeing 747-400 (CF6-80C2B1F, frühe Modelle)
  - Boeing 747-400 (CF6-80C2B5F, CF6-80C2B8F)

- Lockheed C-5
  - Lockheed C5M (CF6-80C2L1F)

Ferner findet das CF6 Verwendung an den militärischen Versionen der o. g. zivilen Flugzeuge, wie E-4, KC-10, B767-Tanker, B767 AWACS, A310 MRTT und A330 Multirole-Tanker. Außerhalb der Luftfahrt findet es in den Baureihen LM2500, LM5000 und LM6000 als stationäre Gasturbine Anwendung als Antrieb für Fähren, Fregatten, schnelle Frachtschiffe oder elektrische Generatoren.

## Technische Daten
| Kenngröße                              | CF6-6           | CF6-50          | CF6-80C2        | CF6-80E1        |
| -------------------------------------- | --------------- | --------------- | --------------- | --------------- |
| Art des Verdichters                    | Axial-Fan       | Axial-Fan       | Axial-Fan       | Axial-Fan       |
| Art der Turbine                        | Axial           | Axial           | Axial           | Axial           |
| Art der Brennkammern                   | Ringbrennkammer | Ringbrennkammer | Ringbrennkammer | Ringbrennkammer |
| Anzahl der Fan-Stufen                  | 1               | 1               | 1               | 1               |
| Anzahl der Niederdruckverdichterstufen | 1               | 3               | 4               | 4               |
| Anzahl der Hochdruckverdichterstufen   | 16              | 14              | 14              | 14              |
| Anzahl der Hochdruckturbinenstufen     | 2               | 2               | 2               | 2               |
| Anzahl der Niederdruckturbinenstufen   | 5               | 4               | 5               | 5               |
| Wellenanzahl                           | 2               | 2               | 2               | 2               |
| Triebwerkslänge                        | 4775 mm         | 4648 mm         | 4267 mm         | 6118 mm         |
| Triebwerksdurchmesser                  | 2667 mm         | 2667 mm         | 2692 mm         | 2440 mm         |
| Trockengewicht                         | 4080 kg         | 4104 kg         | 4472 kg         | 5092 kg         |
| Schub                                  | 185 kN          | 224–240 kN      | 233–282 kN      | 282–305 kN      |
| Nebenstromverhältnis                   | 5,92:1          | 4,4:1           | 5,31:1          | 5,1:1           |
| Kompressionsverhältnis                 | 25:1            | 30:1            | 32:1            | 35:1            |
| Luftdurchsatz                          |                 | ca. 600 kg/s    | ca. 780 kg/s    |                 |
| Kraftstoffverbrauch                    |                 | ca. 2,3 kg/s    | ca. 2,7 kg/s    |                 |